# Svea Sjölin
Svea Concordia Sjölin, född Rehnvall 9 oktober 1878 i Tegelsmora församling, död 27 oktober 1958 i Ängelholms församling, var en svensk seminarielärare, samskollärare, kommunpolitiker och kvinnosakskvinna. Hon var ordförande för Föreningen för kvinnans politiska rösträtt i Lindesberg 1911–1912 samt stadsfullmäktigeledamot för Lindesbergs stad 1917–1922.